# George Washington Birthplace National Monument
Il George Washington Birthplace National Monument è un sito protetto con lo status di Monumento nazionale. Si tratta della ricostruzione della tenuta originaria della famiglia Washington e luogo nel quale nacque il primo presidente degli Stati Uniti, George Washington. Situata a Bridges Creek all'interno della contea di Westmoreland nello stato della Virginia, la tenuta che originariamente era una coltivazione di tabacco è stata dichiarata monumento nazionale nel 1930. Sempre sulla stessa tenuta si trovano anche le tombe di 32 membri della famiglia Washington tra i quali ci sono anche il padre ed il nonno di George Washington.

## Storia
La tenuta di Bridges Creek di proprietà della famiglia Washington, anche nota con il nome di Pope's Plantation fu fondata nel 1657 dal nonno di Washington dopo essere immigrato dalla Gran Bretagna in Nord America. La casa nella quale nacque il presidente Washington fu costruita tra il 1722 ed il 1726 dal padre di Washington. Tuttavia la casa fu distrutta il 25 dicembre 1779 durante un incendio.
Solo a partire dal 1920 la tenuta della famiglia Washington, che fino ad allora era caduta in un progressivo stato di abbandono dopo la morte di George Washington, tornò in vista del duecentesimo anniversario della nascita di Washington al centro dell'attenzione. Dopo essere stata assegnata al National Park Service, l'architetto Edward W. Donn, Jr. fu incaricato con la ristrutturazione della tenuta, la quale fu trasformata in un museo in memoria alla famiglia Washington. Donn fece ricostruire nello stile dell'epoca in base ad alcune ricostruzioni storiche, la casa originale nella quale era nato Washington, mentre le fondamenta della casa originale andata bruciata nel 1779 furono scoperte solo nel 1936.